# 테러리스트 수감 센터

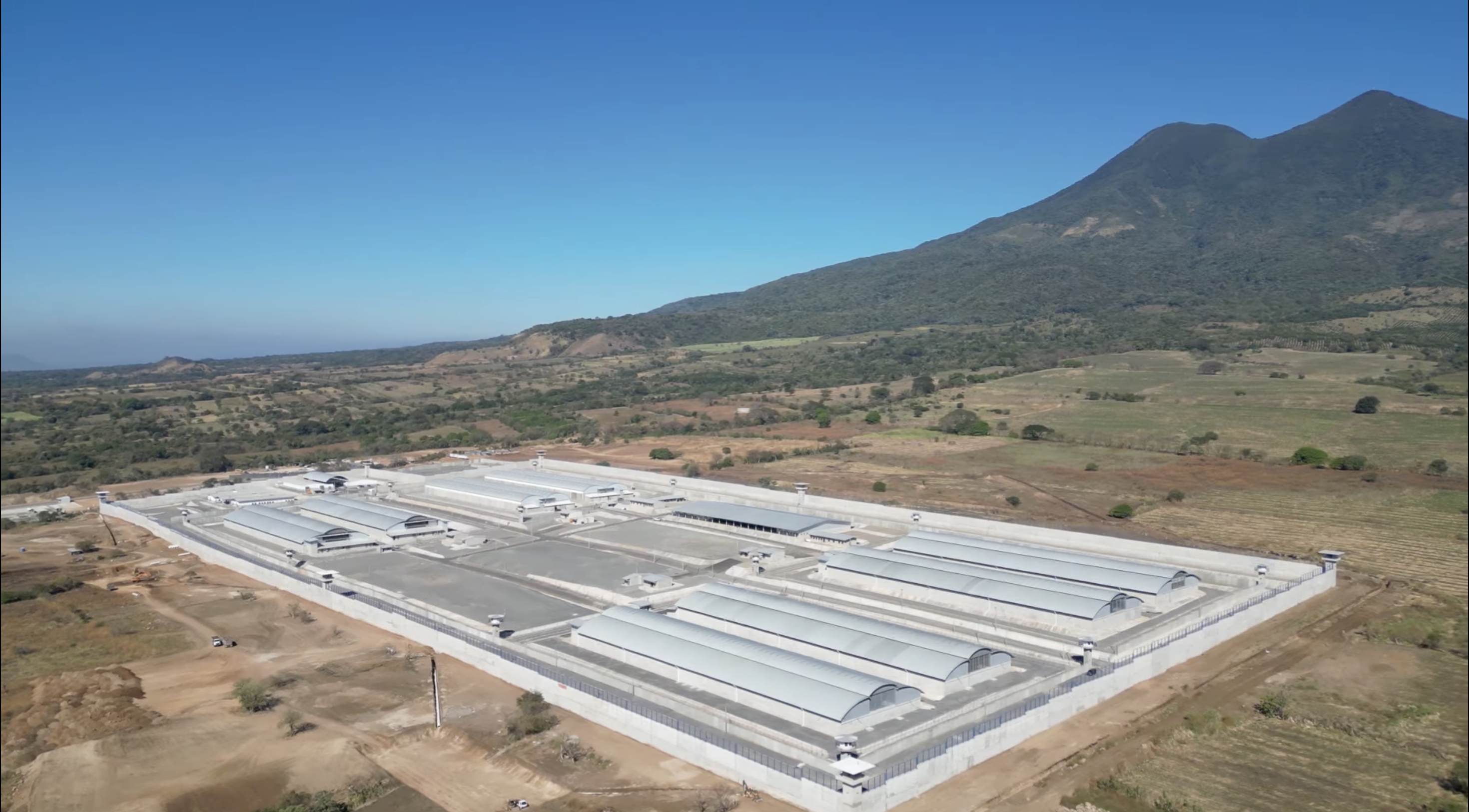
감옥의 항공 뷰

테러리스트 수감 센터(스페인어: Centro de Confinamiento del Terrorismo, 약칭 CECOT)는 엘살바도르 테콜루카에 있는 최고 보안 교도소이다. 이 교도소는 엘살바도르에서 대규모 갱단 단속이 진행되던 2022년 말에 건설되었다. 엘살바도르 정부는 2023년 1월 말에 교도소를 개방했고, 다음 달부터 수감자 수용을 시작했다.
2024년 6월 11일 기준, CECOT의 수감자 수는 14,532명이다. 4만 명을 수용할 수 있는 CECOT는 라틴아메리카 최대 규모이자 수감자 수용 규모 기준으로 세계에서 가장 큰 교도소 중 하나이다. 2025년 3월, 엘살바도르 정부는 도널드 트럼프 2기 행정부가 베네수엘라 갱단원이라고 주장한 200명 이상의 추방자를 수감했다. 엘살바도르 정부는 일부 언론사의 교도소 견학을 허용했으며, 나이브 부켈레 대통령이 소셜 미디어에 게시한 여러 영상에서 교도소의 모습이 소개되었다. CECOT는 갱단원 구금 혐의에 대한 찬사와 과밀 수용, 적법 절차 미비, 비인도적 환경 등 인권 유린 혐의에 대한 비판을 받으며 논란의 중심에 서 있다.